# Wiesbadener Abkommen (1950)
Das Wiesbadener Abkommen ist eine am 4. August 1950 unterzeichnete Willenserklärung des Tschechischen Nationalausschusses und der Arbeitsgemeinschaft zur Wahrung sudetendeutscher Interessen.

## Vorgeschichte
Nach dem Münchner Abkommen 1938, der Errichtung des Protektorates Böhmen und Mähren 1939 und der deutschen Niederlage im Zweiten Weltkrieg kam es in den Jahren 1945/46 zur Vertreibung von etwa drei Millionen Deutschen aus der Tschechoslowakei. Eine große Anzahl von ihnen begann, sich in Verbänden zu organisieren, die schließlich zur Bildung der Sudetendeutschen Landsmannschaft führten. Parallel hierzu gründete sich 1947 die Arbeitsgemeinschaft zur Wahrung sudetendeutscher Interessen, die vorwiegend aus prominenten Politikern bestand und 1950 in Sudetendeutscher Rat umbenannt wurde. Sie versuchte, Einfluss auf die Außenpolitik der entstehenden Bundesrepublik Deutschland zu nehmen.
Gleichzeitig gelang es 1948 der Kommunistischen Partei der Tschechoslowakei unter Klement Gottwald und Rudolf Slánský, im Februarumsturz die gesamte Macht im Land an sich zu reißen und ein von der Sowjetunion völlig abhängiges totalitäres Regime nach stalinistischem Muster zu errichten. Einige ins Ausland emigrierte tschechische Gegner dieser Entwicklung suchten daraufhin Kontakt zu sudetendeutschen Politikern, um eine möglichst breite Basis im Kampf gegen den gemeinsamen Feind – die kommunistische Regierung der Tschechoslowakei – herzustellen. Bekanntester Vertreter dieser Exilpolitiker war der General Lev Prchala, der schon während des Zweiten Weltkrieges in Opposition zum Exilpräsidenten Edvard Beneš stand und dem Tschechischen Nationalausschuss – einer Art Exilregierung – vorsaß.

## Inhalt das Abkommens
Im Abkommen wird der Wunsch beider Seiten bekundet, in der Tschechoslowakei demokratische Verhältnisse herzustellen und den Sudetendeutschen die Rückkehr in ihre Heimat zu ermöglichen. Ähnlich wie in der Charta der deutschen Heimatvertriebenen wird eine Kollektivschuld für das gegenseitig zugefügte Unrecht abgelehnt, gleichzeitig aber eine Bestrafung der Hauptverantwortlichen gefordert.

## Unterzeichner
Seitens der Arbeitsgemeinschaft zur Wahrung sudetendeutscher Interessen unterschrieben Rudolf Lodgman von Auen, Hans Schütz und Richard Reitzner, für den Tschechischen Nationalausschuss neben Lev Prchala Vladimír Pekelský.

## Folgen
Das Wiesbadener Abkommen wurde aufgrund der Umstände in der Bundesrepublik Deutschland deutlich stärker als in der Tschechoslowakei wahrgenommen.
Da das Wiesbadener Abkommen jedoch von zwei Parteien geschlossen wurde, die ohne spürbaren Einfluss auf die Geschehnisse in der Tschechoslowakei waren und blieben, war es wirkungslos.